# Chris Cutler

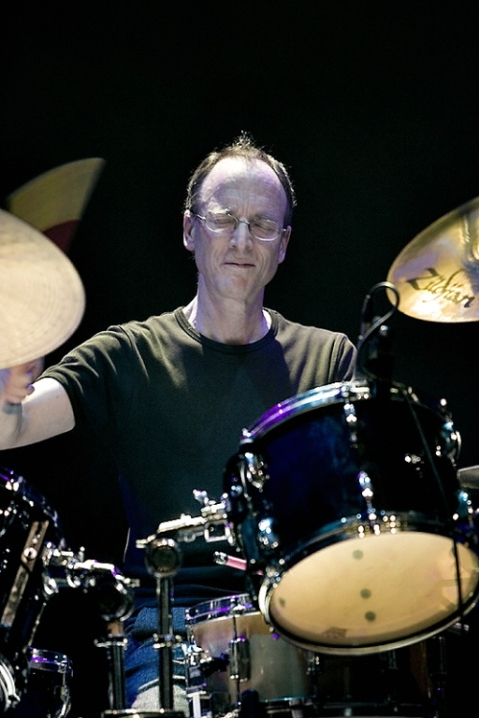
Chris Cutler (april 2007

Chris Cutler (Washington D.C., 4 januari 1947) is een Britse drummer, percussionist, componist, schrijver en muziektheoreticus. Hij is actief in de avant-garde-muziek en werd vooral bekend door zijn samenwerking met groepen als Henry Cow en Art Bears. Hij was een van de initiatiefnemers van de Rock In Opposition-beweging. Tevens is hij oprichter van het onafhankelijke platenlabel Recommended Records.

## Biografie
Chris Cutler is de zoon van een Engelse journalist en zijn Oostenrijkse vrouw. Hij groeide op in Engeland en leerde zichzelf op school verschillende instrumenten bespelen, zoals gitaar, banjo en trompet. Uiteindelijk koos hij voor de drums. In 1963 richtte hij zijn eerste bandje op, dat instrumentale covers bracht van groepen als The Shadows. Daarna speelde hij in verschillende R&B- en soulgroepjes. Hij was lid van een band die actief was in het psychedelische club-circuit in Londen. Met Dave Stewart richtte hij in 1971 Ottawa Music Company op, een groot rock-orkest. Kort daarop, in september dat jaar, werd hij door artrock-band Henry Cow gevraagd de vertrokken drummer te vervangen. Met gitarist Fred Frith zou hij tot het einde (1978) de kern van deze groep vormen. De laatste jaren van zijn bestaan toerde Henry Cow veel in Europa en kwam Cutler in contact met allerlei musici met wie hij later zou samenwerken. In 1978 was hij een van de oprichters van Rock In Opposition, een collectief van gelijkgezinde bands die zich verenigden in oppositie tegen de platenindustrie. Cutler begon datzelfde jaar Recommended Records, een onafhankelijk label dat aanvankelijk platen van groepen van Rock In Opposition uitbracht en distribueerde. Later kwam hier ook werk van andere musici uit. Recommended Records gaf artiesten die bij de grote labels niet aan de bak kwamen een kans platen uit te brengen.

## Periode na Henry Cow
In de jaren na Henry Cow nam Cutler deel aan talloze groepen. Van 1978 tot 1981 vormde hij met Frith en Dagmar Krause de groep Art Bears. In 1982 was hij een van de oprichters van de experimentele groep Cassiber, met de Duitse groepsleden Heiner Goebbels, Alfred Harth en Christoph Anders. In 1983 formeerde hij News From Babel, waarin verder Lindsay Cooper, Zeena Parkins en Krause speelden. De groep maakte twee platen, maar ging nooit op tournee. Cutler was twee jaar lid van Pere Ubu (1987-1989), een groep van David Thomas met wie hij eerder had samengewerkt in enkele van diens eerdere bands (David Thomas and the Pedestrians en David Thomas and the Wooden Birds). Cutler speelde met de Duitse componist Lutz Glandien en was actief in de mede door hem opgerichte groepen The (ec) Nudes en The Science Group. Verder speelde hij en nam hij platen op met talloze musici, waaronder leden van Henry Cow met wie hij altijd contact hield, René Lussier, Jean Derome, Tom Cora, the Residents, Kalahari Surfers, Iva Bittova en, vooral Fred Frith, met wie hij meer dan honderd duo-optredens heeft gegeven. Ook trad Chris Cutler solo op. Een optreden in Tokyo in 1998 werd gefilmd door de Japanse filmmaker Shinji Aoyama en vormde deel van de documentaire film 'At the Edge of Chaos'.
Cutler heeft veel essays en teksten over muziek geschreven, alsmede een boek over de politieke theorie van popmuziek ('File Under Popular', 1984). Hij is lid van de International Association for the Study of Popular Music (IASPM) en houdt lezingen en podiumdiscussies over muziektheoretische onderwerpen.